# 渡辺拓真
渡辺 拓真（わたなべ たくま、1989年9月3日 - ）は、日本の俳優。
茨城県出身。REALWAVE所属。高校卒業後上京し、ENBUゼミナールにて映像演技を学ぶ。卒業後自主映画を中心に活動中。

## 出演

### 映画
- 雨宮さわらの華奢なイマジン（2009年／監督：高橋泉）
- 岬（2009年／監督：冨樫森）
- TAITO（2011年／監督：緑朗）
- メイクルーム（2011年/監督：森岡利行）
- あたしは世界なんかじゃないから（2012年／監督：高橋泉）
- 親密さ（2012年／監督：濱口竜介）
- RIGHT HERE RIGHT NOW（2014年公開／監督：一見正隆）
- ミスターホーム（2014年公開/監督：池田千尋）
- 夏前。おわり（2014年公開/監督：佐々木友紀）
- 東京の日（2015年公開／監督：池田千尋）
- うつろいの標本箱（2016年公開／監督：鶴岡慧子） - 松島鉄也 役

### 舞台
- ラブストーリー〜東京の空〜（2014年）